# Jacob Borsa
Pour les articles homonymes, voir Borsa.
Jacob Borsa dit le Chauve (hongrois : Borsa Kopasz Jakab ; né vers 1260 — mort vers 1330) est un puissant seigneur du royaume de Hongrie aux XIIIe et XIVe siècles.

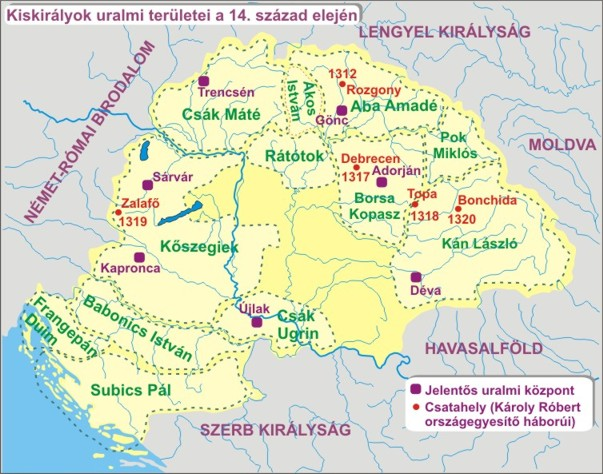
Le royaume de Hongrie au début du XIVe siècle et les territoires contrôlés par les oligarques.

Il est le fils d'un certain Thomas (Tamás) Borsa, du clan (gens) Borsa. Selon Tudor Sălăgean (ro), la famille Borsa est d'ascendance slavo-valaque et est originaire de Borsa en Transylvanie. Jacob Borsa est probablement apparenté à Roland Borsa (en), voïvode de Transylvanie dans les années 1280.
Entre 1284 et 1285, sous le règne du roi Ladislas IV, il est Grand écuyer avant de devenir ban de Slavonie en 1298, sous le règne d'André III. Après la mort sans postérité du roi André III, le royaume de Hongrie est livré à l'ambition de princes territoriaux, parmi lesquels Jacob Borsa. Ces derniers, au nombre d'une dizaine et formant une espèce d'oligarchie, usurpent à partir de leurs domaines les prérogatives royales, les domaines et châteaux de la couronne et vassalisent la petite noblesse. De 1306 à 1314, il est palatin (nádor/nádorispán en hongrois).